# Fettnäppchen

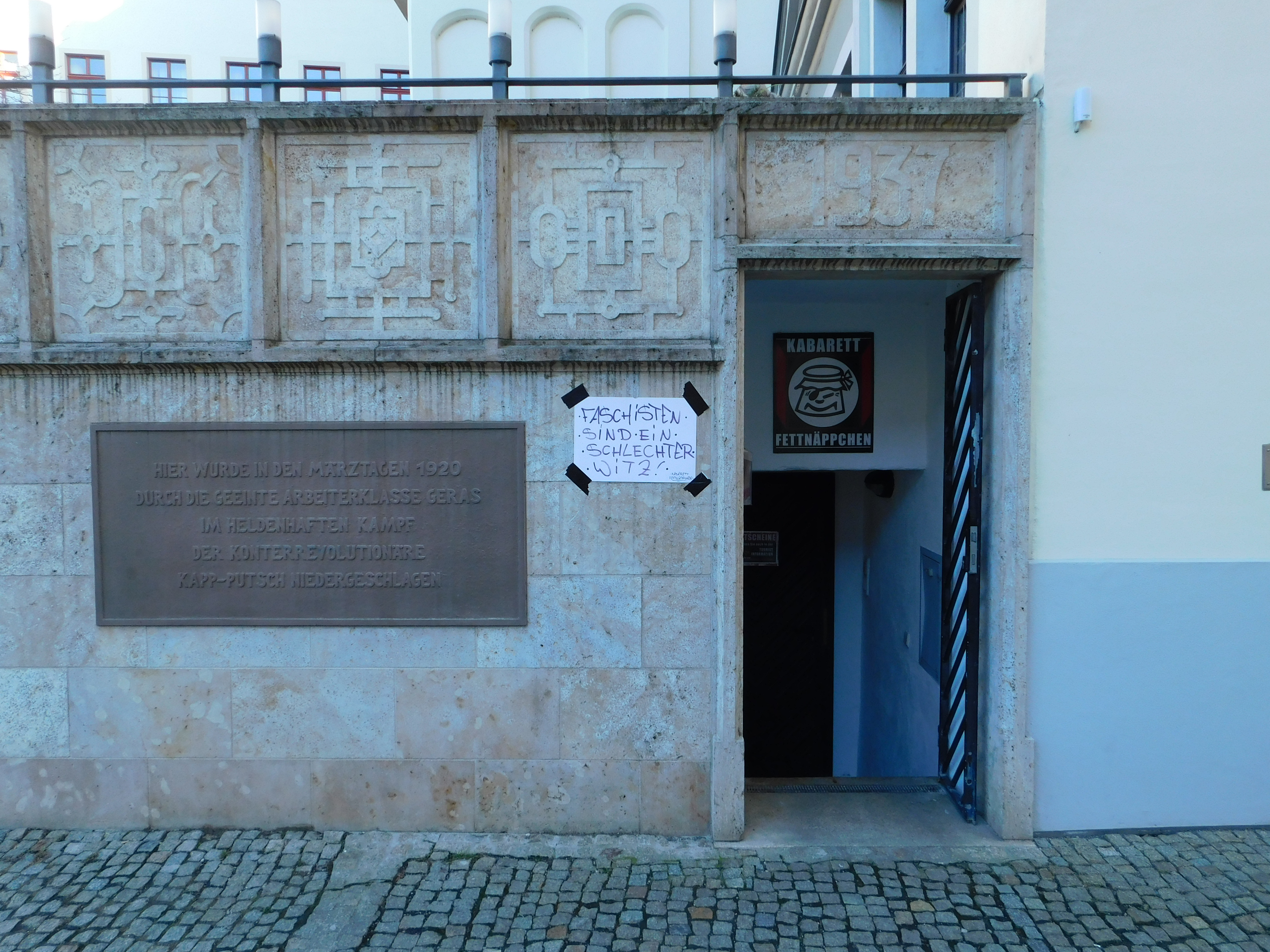
Eingang zum „Fettnäppchen“ unter dem Rathaus in Gera (mit Poster „Faschisten sind ein schlechter Witz!“ aus Anlass der Kundgebung „Nie wieder ist jetzt“ im Januar 2024)

Das Fettnäppchen ist ein Kabarett mit Sitz in der thüringischen Stadt Gera.

## Geschichte
Das Kabarett wurde im Jahre 1973 in Gera gegründet. Grundlage war ein Beschluss der damaligen Regierung, welcher vorsah, in jeder Bezirkshauptstadt der DDR ein Kabarett zu etablieren.
Bis 1989/1990 stand das „Fettnäppchen“ unter Aufsicht der Bezirksverwaltung Gera. Am 31. Juli 1991 wurde es als erstes Kabarett der neuen Bundesländer erfolgreich privatisiert. Geschäftsführende Gesellschafter sind seitdem Eva-Maria Fastenau und Susanne Russe.
Die Privatisierung bedeutete zwar komplette künstlerische Freiheit, die zu DDR-Zeiten durch Programmverbote oft beschnitten wurde, aber auch wirtschaftliche Selbstständigkeit. Die Finanzierung durch den Staat fiel ebenso weg, wie das durch staatliche Betriebe gestellte Servicepersonal. Die Einnahmen des Kabaretts werden heute ausschließlich durch Eintrittsgelder erzielt. Die Stadt Gera unterstützt Ostthüringens einziges Ensemble-Kabarett nicht.

## Ensemble
Das „Fettnäppchen“ ist eine Kleinkunstbühne mit einem festen Ensemble, zu dem derzeit sieben Kabarettisten gehören: Eva-Maria Fastenau (seit 1978), Michael Seeboth (seit 2016), Jörg Miethe (seit 2017), Alexander Mildner (seit 2019), Anett Buchinski (seit 2020), Dürten Thielk (seit 2020) und Malcolm Walgate (seit 2020). Damit ist das „Fettnäppchen“ das größte Satiretheater Thüringens.
Die Programme werden im Regelfall von zwei Kabarettisten bestritten, sodass es dem Unternehmen auf Grund der Größe des Ensembles möglich ist, bis zu vier verschiedene Veranstaltungen zu einem Zeitpunkt durchzuführen. Soloprogramme können u. a. von Eva-Maria Fastenau gespielt werden.

## Spielstätten
Das „Fettnäppchen“ war bis Sommer 2021 das einzige Kabarett der neuen Bundesländer mit zwei festen Spielstätten.
Die Geraer Spielstätte befindet sich seit der Gründung 1973 im Höhler des Renaissancerathauses am Markt. Das Schankprivileg des Rathaushöhlers lässt sich bis 1487 zurückverfolgen, was ihn zu einer der ältesten urkundlich erwähnten Gaststätten Deutschlands macht. Zudem befinden sich dort künstlerisches Betriebsbüro, Kartenvorverkaufsstelle und Abendkasse sowie Fundus, Archiv und Veranstaltungstechnik. Die Produktion der Programme erfolgt ebenfalls dort. Im Frühjahr und Sommer 2021 wurden Veranstaltungssaal und Foyer umfangreichen Renovierungsarbeiten unterzogen. Neben Anschaffung einer neuen Bestuhlung im Saal und dem Einbau einer auflagenkonformen Be- und Entlüftungsanlage erfolgten zusätzlich Maler- und Bodenlegearbeiten sowie in diesem Zusammenhang eine Neugestaltung des Foyers. Neben Kabarettprogrammen werden nun u. a. auch Lesungen, Liederabende und Frühschoppen angeboten.
Im Jahr 1995 wurde eine zweite Spielstätte mit angeschlossener Gaststätte in Kapellendorf im Weimarer Land eröffnet, um auch aus Mittelthüringen einen großen Zuschauerkreis erschließen zu können. Nach 25 Jahren Eigenbewirtschaftung durch das „Fettnäppchen“ wurde das Gebäude im August 2021 an einen ortsansässigen Geschäftsmann verkauft, der die Liegenschaft weiterhin als Veranstaltungshaus nutzen möchte.
Seit dem Frühjahr 2008 nutzte das „Fettnäppchen“ eine weitere feste Spielstätte mit angeschlossener Gastronomie, die eine Open-Air-Option bot: Das „Hofgut“ in Gera-Untermhaus, welches die Remisen von Schloss Osterstein waren und sich auf dem ehemaligen Gelände der Bundesgartenschau 2007 befindet. Spielzeit war hier von April bis Oktober. Neben Kabarettveranstaltungen wurden im Hofgut auch andere kulturelle Genres bedient, Hochzeiten, Sommerfeste, Firmenjubiläen und vieles weitere gefeiert. Im Juli 2017 musste die Spielstätte auf Grund einer Anwohnerbeschwerde und damit einhergehenden Auflagen durch die Stadt Gera geschlossen werden.
Zusätzlich gastieren die Kabarettisten überwiegend in Thüringer Theatern, Kunsthöfen, Kulturhäusern, Gaststätten, Burgen und Schlössern. In den Sommermonaten Juli und August bleibt die Spielstätte in Gera geschlossen. Die Kabarettisten treten in dieser Zeit verstärkt im Umland auf.